# Okarína

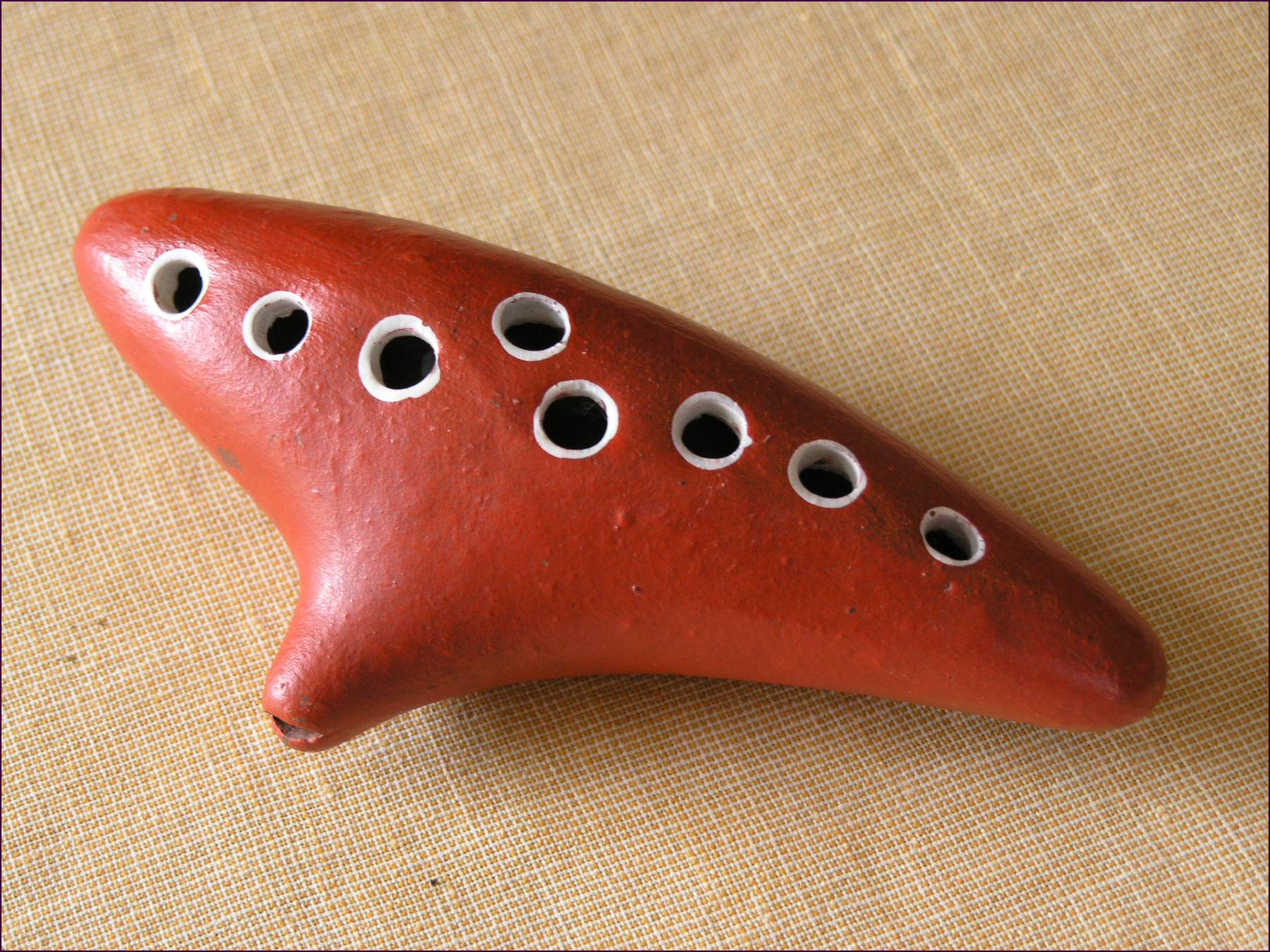
Okarína

Okarína (z italského ocarina - zdrobněliny od oca = husa, tedy husička) je starobylý dechový hudební nástroj. Existují různé typy, ale typická okarína je uzavřený nástroj s čtyřmi až dvanácti otvory a náustkem. Běžně je vyráběna z hlíny nebo keramiky, ale dají se použít i jiné materiály jako plast, dřevo, kov nebo rohovina. Příklad okaríny vyrobené z rohoviny je starověký německý gemshorn (nástroj vyrobený z rohu kamzíka nebo kozy).

## Historie
Okarína patří do starobylé skupiny nástrojů staré až 12 000 let. Jí podobné nástroje měly velký význam v čínské a mexické kultuře. V Číně hrála okarína důležitou roli v její dlouhé historii písní a tanců. V Japonsku je tradiční okarína známa jako cučibue (土笛, doslova hliněná flétna). Aztékové a Mayové vyráběli vlastní verze, ale byli to Aztékové, od kterých Evropané převzali písně a tance doprovázené okarínou. V evropské společnosti se okarína stala populární hračkou.
Moderní evropská okarína se datuje do 19. století, kdy Giuseppe Donati z Budria, města nedaleko Bologni v Itálii, přetvořil okarínu z hračky, která uměla hrát jen pár tónů, na více komplexní nástroj (známý jako první klasická okarína). Předchozí forma okaríny v Evropě byla známa jako gemshorn (dutý roh zvířete s vyvrtanými otvory po straně).
György Ligeti použil čtyři okaríny ve svém díle, kde hudebníci hrající na dřevěné dechové nástroje podpořili okarínami své vlastní nástroje. Název tohoto díla je Violin Concerto, Koncert pro housle a orchestr.
V roce 1998 hrála okarína hlavní roli ve hře The Legend of Zelda: Ocarina of Time, hře na Nintendo 64, která přivodila značný zájem a podstatně zvýšila prodej tohoto nástroje. Později byla také použita v dalších hrách série The Legend of Zelda (tato původně japonská hra nemá českou verzi).